# Мурра, Прокоп
Прокоп Мурра (алб. Prokop Murra; 24 ноября 1921, Тирана — 9 сентября 2005, Тирана) — албанский коммунистический политик, экономический организатор и государственный деятель, в 1986—1990 — член Политбюро ЦК АПТ. Возглавлял партийные организации Шкодера и Тираны, занимал посты министра промышленности, министра энергетики и министра обороны НСРА. После падения коммунистического режима приговорён к тюремному заключению. Освобождён по амнистии в результате политического кризиса и массовых беспорядков 1997.

## Партийно-хозяйственный функционер
Родился в семье албанских православных. В 1943 вступил в Коммунистическую партию Албании (КПА; с 1948 — Албанская партия труда, АПТ). Присоединился к Национально-освободительной армии, участвовал в боях против немецких оккупантов. После прихода КПА к власти Прокоп Мурра завершил экономическое образование и поступил на работу в партийный аппарат нефтяной промышленности.
С 1956 Прокоп Мурра — член ЦК АПТ, с 1976 — секретарь ЦК, курировал промышленную политику. С 1962 — депутат Народного собрания НРА/НСРА, оставался этом статусе на протяжении девяти созывов. Некоторое время возглавлял городскую парторганизацию Шкодера.
Прокоп Мурра полностью разделял сталинистскую идеологию АПТ, активно проводил политику Энвера Ходжи. Это касалось и репрессивных аспектов — в частности, в бытность партийным секретарём Шкодера, Мурра принимал от Ходжи указания, касающиеся дискриминации албанских католиков.

## Член правительства
В апреле 1980 Прокоп Мурра был назначен министром промышленности и горнодобычи в правительстве Мехмета Шеху. После упразднения этого ведомства в середине 1982 занял пост министра энергетики в кабинете Адиля Чарчани (Шеху к тому времени погиб при невыясненных обстоятельствах и объявлен врагом партии). Краткие периоды в 1980—1982 Мурра был секретарём парторганизации АПТ в Тиране, исполнял обязанности председателя албанского Госплана. С ноября 1981 — кандидат в члены Политбюро ЦК АПТ.
В ноябре 1982 Прокоп Мурра был назначен министром обороны. Он стал первым гражданским лицом во главе военного ведомства НСРА. Сменил в этой должности Кадри Хазбиу, вскоре после отставки арестованного и расстрелянного. Эта кадровая замена рассматривалась комментаторами как очередная партийная чистка, инициированная Ходжей.
Назначение Прокопа Мурры министром обороны действительно стало результатом сложной интриги в руководстве АПТ. Воспользовавшись акцией Группы Мустафы и «делом Хазбиу», Энвер Ходжа произвёл крупные перемены в военном командовании. Решение принималось на специальном совещании партийного руководства под председательством Энвера Ходжи, при участии Рамиза Алии, Хекурана Исаи, Ленки Чуко, Адиля Чарчани. Прокоп Мурра, не имевший серьёзных связей в армии, представлялся вполне управляемой фигурой на министерском посту.
В ноябре 1986, на IX партийном съезде, Прокоп Мурра был кооптирован в высший орган партийно-государственной власти — Политбюро ЦК АПТ. Однако он не принадлежал к самым влиятельным политикам Албании. Энвер Ходжа с подозрением относился к армейскому командованию, опасаясь военного переворота. В 1974—1975 была проведена жёсткая чистка военной верхушки, расстреляны по обвинению в заговоре министр обороны Бекир Балуку, его заместители Петрит Думе и Хито Чако.
Армия находилась под плотным партийным контролем. В силовых структурах НСРА доминировали МВД и Сигурими, во главе которых стояли тогда Хекуран Исаи и Симон Стефани. Такое положение сохранилось и после смерти Ходжи в 1985, когда первым секретарём ЦК АПТ стал Рамиз Алия. В период правления Алии влияние Мурры заметно снизилось.
Прокоп Мурра проводил курс Ходжи на тотальную самоизоляцию страны. В этом контексте он исключал установление связей с СССР и США, декларировал «самообеспечение» Албании.

## Отставка, суд, амнистия
С января 1990 в Албании начались массовые антикоммунистические и антиправительственные выступления. Прокоп Мурра примыкал к консервативным сторонникам жёсткого курса — эту группу составляли Неджмие Ходжа, Ленка Чуко, Мухо Аслани, Хекуран Исаи, Симон Стефани, Фото Чами. Однако Рамиз Алия сделал ставку на реформаторские политические манёвры. Уже в июле 1990 года Прокоп Мурра был отставлен с министерского поста, затем выведен из Политбюро.
В 1994, после падения коммунистического режима, Прокоп Мурра был привлечён к судебной ответственности вместе с группой партийно-государственных руководителей (включая Бесника Бектеши, Ламби Гегприфти, Пали Миску, Ленку Чуко, Хайредина Челику, Фото Чами). Суд признал его виновным в злоупотреблении властью и приговорил к 5 годам заключения. В 1996 было возбуждено новое уголовное дело — по факту преступлений против человечности. Прокоп Мурра получил 20 лет тюрьмы, однако после политического кризиса и массовых беспорядков 1997 были освобождён по амнистии.
Скончался Прокоп Мурра в возрасте 84 лет. Его сын Герги Мурра в 2016 был назначен главой фонда, распределяющего средства Евросоюза, выделяемые для Западных Балкан.